# Masayuki Suzuki
Masayuki Suzuki (jap. 鈴木 雅之, Suzuki Masayuki; * 22. September 1956 in Ōta, Tokyo) ist ein japanischer Sänger, bekannt als Mitglied der Band Rats & Star. Seine Markenzeichen sind Sonnenbrillen und ein Schnurrbart.

## Leben
Masayuki gründete 1975 die Band „Channels“, später Rats & Star, und veröffentlichte 1980 mit ihr die Debütsingle Runaway. 2004 sang er Japans Nationalhymne Kimi Ga Yo beim F1 Großen Preis von Japan auf dem Suzuka International Racing Course. 2006 gründete er die Gosperats (Gospellers + Rats & Star) zusammen mit Kuwano, Yoshio Sato, Tetsuya Murakami und Yuji Sakai.

## Diskografie

### Studioalben
| Jahr | Titel            | Höchstplatzierung, Gesamtwochen, AuszeichnungChartsChartplatzierungen (Jahr, Titel, Platzierungen, Wochen, Auszeichnungen, Anmerkungen) | Anmerkungen                                                   |
| Jahr | Titel            | JP | Anmerkungen                                                   |
| ---- | ---------------- | --- | ------------------------------------------------------------- |
| 1986 | Mother of Pearl  | — | Erstveröffentlichung: 26. Februar 1986 Verkäufe JP: 141.000   |
| 1988 | Radio Days       | JP12 (12 Wo.)JP | Erstveröffentlichung: 21. April 1988 Verkäufe JP: 93.000      |
| 1989 | Dear Tears       | JP14 (24 Wo.)JP | Erstveröffentlichung: 21. September 1989 Verkäufe JP: 103.000 |
| 1990 | Mood             | JP12 (7 Wo.)JP | Erstveröffentlichung: 21. Oktober 1990 Verkäufe JP: 70.000    |
| 1992 | Fair Affair      | JP1 Platin · (20 Wo.)JP | Erstveröffentlichung: 1. September 1992 Verkäufe JP: 464.000  |
| 1993 | Perfume          | JP2 Platin · (14 Wo.)JP | Erstveröffentlichung: 9. September 1993 Verkäufe JP: 366.000  |
| 1994 | She·See·Sea      | JP4 Platin · (16 Wo.)JP | Erstveröffentlichung: 24. Oktober 1994 Verkäufe JP: 376.000   |
| 1997 | Carnival         | JP10 Gold · (12 Wo.)JP | Erstveröffentlichung: 21. November 1997 Verkäufe JP: 229.000  |
| 2001 | Tokyo Junction   | JP9 (6 Wo.)JP | Erstveröffentlichung: 24. Oktober 2001 Verkäufe JP: 70.000    |
| 2004 | Shh...           | JP23 (11 Wo.)JP | Erstveröffentlichung: 25. Februar 2004 Verkäufe JP: 35.000    |
| 2005 | Ebony & Ivory    | JP14 (11 Wo.)JP | Erstveröffentlichung: 20. April 2005 Verkäufe JP: 35.000      |
| 2007 | Champagne Royale | JP25 (7 Wo.)JP | Erstveröffentlichung: 7. März 2007 Verkäufe JP: 16.000        |
| 2009 | Still Gold       | JP28 (7 Wo.)JP | Erstveröffentlichung: 4. März 2009 Verkäufe JP: 12.000        |
| 2013 | Open Sesame      | JP10 (7 Wo.)JP | Erstveröffentlichung: 8. Mai 2013 Verkäufe JP: 12.000         |
| 2016 | Dolce            | JP12 (12 Wo.)JP | Erstveröffentlichung: 13. Juli 2016 Verkäufe JP: 14.000       |
| 2019 | Funky Flag       | JP8 (13 Wo.)JP | Erstveröffentlichung: 13. März 2019 Verkäufe JP: 7.000        |
| 2024 | Snazzy           | JP18 (13 Wo.)JP | Erstveröffentlichung: 27. März 2024                           |

grau schraffiert: keine Chartdaten aus diesem Jahr verfügbar

### Kompilationen
| Jahr | Titel                             | Höchstplatzierung, Gesamtwochen, AuszeichnungChartsChartplatzierungen (Jahr, Titel, Platzierungen, Wochen, Auszeichnungen, Anmerkungen) | Anmerkungen                                                   |
| Jahr | Titel                             | JP | Anmerkungen                                                   |
| ---- | --------------------------------- | --- | ------------------------------------------------------------- |
| 1991 | Martini                           | JP6 ×2Doppelplatin · (58 Wo.)JP | Erstveröffentlichung: 1. Juni 1991 Verkäufe JP: 627.000       |
| 1995 | Martini II                        | JP1 Diamant · (21 Wo.)JP | Erstveröffentlichung: 23. Oktober 1995 Verkäufe JP: 1.098.000 |
| 2000 | Medium Slow (ミディアムスロー)    | JP5 Platin · (15 Wo.)JP | Erstveröffentlichung: 8. März 2000 Verkäufe JP: 344.000       |
| 2003 | Martini Blend                     | JP12 Gold · (16 Wo.)JP | Erstveröffentlichung: 19. März 2003 Verkäufe JP: 104.000      |
| 2008 | Martini Duet                      | JP20 (6 Wo.)JP | Erstveröffentlichung: 25. Juni 2008 Verkäufe JP: 20.000       |
| 2015 | All Time Best: Martini Dictionary | JP5 Gold · (52 Wo.)JP | Erstveröffentlichung: 4. März 2015 Verkäufe JP: 38.000        |
| 2020 | All Time Rock ’n’ Roll            | JP4 (23 Wo.)JP | Erstveröffentlichung: 15. April 2020                          |
| 2023 | Soul Navigation                   | JP11 (11 Wo.)JP | Erstveröffentlichung: 12. April 2023                          |

### Coveralben
| Jahr | Titel              | Höchstplatzierung, Gesamtwochen, AuszeichnungChartsChartplatzierungen (Jahr, Titel, Platzierungen, Wochen, Auszeichnungen, Anmerkungen) | Anmerkungen                                                  |
| Jahr | Titel              | JP | Anmerkungen                                                  |
| ---- | ------------------ | --- | ------------------------------------------------------------ |
| 2001 | Soul Legend        | JP19 (4 Wo.)JP | Erstveröffentlichung: 24. Oktober 2001 Verkäufe JP: 30.000   |
| 2011 | Discover Japan     | JP18 (11 Wo.)JP | Erstveröffentlichung: 28. September 2011 Verkäufe JP: 15.000 |
| 2014 | Discover Japan II  | JP17 (9 Wo.)JP | Erstveröffentlichung: 10. September 2014 Verkäufe JP: 8.000  |
| 2017 | Discover Japan III | JP11 (11 Wo.)JP | Erstveröffentlichung: 23. August 2017 Verkäufe JP: 4.000     |
| 2022 | Discover Japan DX  | JP9 (22 Wo.)JP | Erstveröffentlichung: 23. Februar 2022                       |

### Livealben
| Jahr | Titel                                                                | Höchstplatzierung, Gesamtwochen, AuszeichnungChartsChartplatzierungen (Jahr, Titel, Platzierungen, Wochen, Auszeichnungen, Anmerkungen) | Anmerkungen                                                |
| Jahr | Titel                                                                | JP | Anmerkungen                                                |
| ---- | -------------------------------------------------------------------- | --- | ---------------------------------------------------------- |
| 2010 | Masayuki Suzuki 30th Anniversary Live the Roots (Could Be the Night) | JP40 (2 Wo.)JP | Erstveröffentlichung: 1. September 2010 Verkäufe JP: 3.000 |

### Singles
| Jahr | Titel Album                                                                                           | Höchstplatzierung, Gesamtwochen, AuszeichnungChartsChartplatzierungen (Jahr, Titel, Album, Platzierungen, Wochen, Auszeichnungen, Anmerkungen) | Anmerkungen                                                                  |
| Jahr | Titel Album                                                                                           | JP | Anmerkungen                                                                  |
| ---- | --- | --- | ---------------------------------------------------------------------------- |
| 1986 | Garasu goshi no Natsu Mother of Pearl                                                                 | — | Erstveröffentlichung: 27. August 1986 Verkäufe JP: 147.000                   |
| 1986 | Futari no Shōshō Mother of Pearl                                                                      | — | Erstveröffentlichung: 1986                                                   |
| 1987 | Liberty –                                                                                             | — | Erstveröffentlichung: 1987 Verkäufe JP: 14.000                               |
| 1988 | Dry·Dry Radio Days                                                                                    | — | Erstveröffentlichung: 12. März 1988 Verkäufe JP: 53.000                      |
| 1988 | Guilty Radio Days                                                                                     | — | Erstveröffentlichung: 21. Juli 1988                                          |
| 1988 | Long Run Radio Days                                                                                   | — | Erstveröffentlichung: 1988                                                   |
| 1989 | Love Overtime Dear Tears                                                                              | — | Erstveröffentlichung: 1989                                                   |
| 1989 | Wakare no Machi Dear Tears                                                                            | JP45 (21 Wo.)JP | Erstveröffentlichung: 1. September 1989 Verkäufe JP: 68.000                  |
| 1989 | Watashi no Negai Dear Tears                                                                           | — | Erstveröffentlichung: 1. Dezember 1989                                       |
| 1990 | Private Hotel Mood                                                                                    | — | Erstveröffentlichung: 21. Juni 1990 Verkäufe JP: 10.000                      |
| 1990 | Bayside Serenade Mood                                                                                 | — | Erstveröffentlichung: 21. September 1990 Verkäufe JP: 10.000                 |
| 1991 | Tatoe Kimi ga Doko e Ikou tomo Martini                                                                | JP38 (8 Wo.)JP | Erstveröffentlichung: 21. Februar 1991 Verkäufe JP: 40.000                   |
| 1991 | First Love Martini                                                                                    | JP32 (10 Wo.)JP | Erstveröffentlichung: 10. April 1991 Verkäufe JP: 47.000                     |
| 1991 | Come On In Fair Affair                                                                                | — | Erstveröffentlichung: 1991 Verkäufe JP: 12.000 mit Paul Young                |
| 1992 | Mō Namida wa Iranai Fair Affair                                                                       | JP8 Platin · (30 Wo.)JP | Erstveröffentlichung: 15. Mai 1992 Verkäufe JP: 560.000                      |
| 1993 | Koibito Perfume                                                                                       | JP8 Platin + Gold (Mobile Downloads) · (22 Wo.)JP                                                                                              | Erstveröffentlichung: 21. April 1993 Verkäufe JP: 434.000                    |
| 1993 | Midnight Traveler Perfume                                                                             | — | Erstveröffentlichung: 21. Oktober 1993 Verkäufe JP: 14.000                   |
| 1994 | Chigau, Sou janai / Shibuya de Go-ji (Romantic Single Version) She See Sea / Perfume                  | JP9 Gold · (14 Wo.)JP | Erstveröffentlichung: 12. Januar 1994 Verkäufe JP: 316.000                   |
| 1994 | Yume no Mata Yume She See Sea                                                                         | JP18 Gold · (11 Wo.)JP | Erstveröffentlichung: 1. Oktober 1994 Verkäufe JP: 123.000                   |
| 1995 | Adam na Yoru Martini II                                                                               | JP17 (9 Wo.)JP | Erstveröffentlichung: 13. Februar 1995 Verkäufe JP: 128.000                  |
| 1996 | Shibuya de 5-ji (1996 Chocolate Mix) –                                                                | — | Erstveröffentlichung: 1996 mit Momoko Kikuchi                                |
| 1996 | Byakuya ~Hanashitakunai~ Carnival                                                                     | JP16 (6 Wo.)JP | Erstveröffentlichung: 30. September 1996 Verkäufe JP: 66.000                 |
| 1997 | Kimi ga Kimi de Aru Tame ni Carnival                                                                  | JP14 Gold · (13 Wo.)JP | Erstveröffentlichung: 8. Mai 1997 Verkäufe JP: 188.000                       |
| 1998 | Dunk –                                                                                                | JP45 (4 Wo.)JP | Erstveröffentlichung: 3. Juni 1998 Verkäufe JP: 20.000                       |
| 1999 | So Long Tokyo Junction                                                                                | — | Erstveröffentlichung: 21. August 1999 Verkäufe JP: 3.000 feat. Yuka Kawamura |
| 1999 | Still Live in My Heart / Recede (Tōzakari Yuku Omoi) Tokyo Junction                                   | — | Erstveröffentlichung: 17. November 1999 Verkäufe JP: 2.000                   |
| 2003 | Boy, I’m Gonna Try so Hard Shh...                                                                     | — | Erstveröffentlichung: 19. November 2003 Verkäufe JP: 3.000                   |
| 2004 | Kore Kara Shh...                                                                                      | JP47 (5 Wo.)JP | Erstveröffentlichung: 4. Februar 2004 Verkäufe JP: 7.000                     |
| 2004 | Kimi wo Daite Nemuritai Ebony & Ivory                                                                 | — | Erstveröffentlichung: 17. November 2004 Verkäufe JP: 4.000                   |
| 2005 | Sono Ai no Motoni (With your love) / Kimi o Daite Nemuritai (2005 Acapella Version) Ebony & Ivory / – | — | Erstveröffentlichung: 16. März 2005 Verkäufe JP: 2.000                       |
| 2007 | Futari de Iijanai Champagne Royale                                                                    | — | Erstveröffentlichung: 2007 Verkäufe JP: 19.000                               |
| 2008 | Koi no Flight Time: 12 pm Martini Duet                                                                | — | Erstveröffentlichung: 2008 Verkäufe JP: 5.000                                |
| 2010 | Kimi no Machi ni Yuku yo Spirit of Love                                                               | JP49 (3 Wo.)JP | Erstveröffentlichung: 24. März 2010 Verkäufe JP: 2.000                       |
| 2011 | Itoshi Kimi e Discover Japan                                                                          | JP93 (2 Wo.)JP | Erstveröffentlichung: 3. August 2011 Verkäufe JP: 1.000                      |
| 2012 | The Code (Angō) Open Sesame                                                                           | JP46 (2 Wo.)JP | Erstveröffentlichung: 11. April 2012 Verkäufe JP: 1.500                      |
| 2012 | Endless Love, Eternal Love Open Sesame                                                                | JP65 (1 Wo.)JP | Erstveröffentlichung: 11. Juli 2012 Verkäufe JP: 1.000                       |
| 2012 | Jūsanya Open Sesame                                                                                   | JP44 (2 Wo.)JP | Erstveröffentlichung: 3. Oktober 2012 Verkäufe JP: 2.000                     |
| 2016 | I Want to Cry –                                                                                       | JP66 (4 Wo.)JP | Erstveröffentlichung: 25. Mai 2016                                           |
| 2019 | Love Dramatic –                                                                                       | JP21 Gold (Digital) · (10 Wo.)JP | Erstveröffentlichung: 27. Februar 2019 feat. Rokuka Ihara                    |
| 2020 | Daddy ! Daddy ! Do ! –                                                                                | JP15 (15 Wo.)JP | Erstveröffentlichung: 15. April 2020 feat. Airi Suzuki                       |

### Videoalben
| Jahr | Titel                                                                           | Höchstplatzierung, Gesamtwochen, AuszeichnungChartsChartplatzierungen (Jahr, Titel, Platzierungen, Wochen, Auszeichnungen, Anmerkungen) | Anmerkungen                                                   |
| Jahr | Titel                                                                           | JP | Anmerkungen                                                   |
| ---- | ------------------------------------------------------------------------------- | --- | ------------------------------------------------------------- |
| 1992 | Live at Club Martini                                                            | — | Erstveröffentlichung: 12. Dezember 1992                       |
| 1996 | Martini II: Best of Visuals                                                     | — | Erstveröffentlichung: 21. Januar 1996                         |
| 2000 | Premium Live: So Long                                                           | — | Erstveröffentlichung: 19. April 2000                          |
| 2005 | Masayuki Suzuki Taste of Martini Tour 2004 Shh...cret Love Tour                 | — | Erstveröffentlichung: 20. April 2005                          |
| 2006 | Masayuki Suzuki Taste of Martini Tour 2005 Ebony & Ivory Sweets 25              | JP93 (1 Wo.)JP | Erstveröffentlichung: 19. April 2006                          |
| 2007 | Masayuki Suzuki Taste of Martini Tour 2007 Champagne Royale                     | JP123 (1 Wo.)JP | Erstveröffentlichung: 7. November 2007                        |
| 2009 | Masayuki Suzuki Taste of Martini Tour 2009 Still Gold                           | JP69 (1 Wo.)JP | Erstveröffentlichung: 16. September 2009                      |
| 2011 | Masayuki Suzuki Taste of Martini Tour 2010 The Roots: Visit Your Town           | JP104 (2 Wo.)JP | Erstveröffentlichung: 26. Februar 2011                        |
| 2012 | Masayuki Suzuki Taste of Martini Tour 2012: Martini Discovery                   | JP62 (1 Wo.)JP | Erstveröffentlichung: 28. November 2012                       |
| 2013 | Masayuki Suzuki Taste of Martini Tour 2013: Open Sesame                         | JP81 (1 Wo.)JP | Erstveröffentlichung: 4. Dezember 2013                        |
| 2015 | Masayuki Suzuki Taste of Martini Tour 2014 ～Step 1.2.3～                       | JP94 (1 Wo.)JP | Erstveröffentlichung: 27. Mai 2015                            |
| 2015 | Masayuki Suzuki Taste of Martini Tour 2015 Step 1.2.3 ～Martini Dictionary～    | JP52 (1 Wo.)JP | Erstveröffentlichung: 9. Dezember 2015                        |
| 2017 | Masayuki Suzuki Taste of Martini Tour 2016 Step 1.2.3 ～Dolce Lovers            | JP37 (2 Wo.)JP | Erstveröffentlichung: 20. September 2017                      |
| 2017 | Masayuki Suzuki 30th Anniversary Special Masayuki Suzuki with Orchestra di Roma | JP156 (1 Wo.)JP | Erstveröffentlichung: 6. Dezember 2017 feat. Takayuki Hattori |
| 2022 | Masayuki Suzuki Taste of Martini Tour 2020/21 ～All Time Rock ’n’ Roll～        | JP25 (3 Wo.)JP | Erstveröffentlichung: 23. Februar 2022                        |
| 2023 | Masayuki Suzuki Taste of Martini Tour 2022 ～Discover Japan DX～                | — | Erstveröffentlichung: 29. März 2023                           |

### Boxsets
| Jahr | Titel       | Höchstplatzierung, Gesamtwochen, AuszeichnungChartsChartplatzierungen (Jahr, Titel, Platzierungen, Wochen, Auszeichnungen, Anmerkungen) | Anmerkungen                                               |
| Jahr | Titel       | JP | Anmerkungen                                               |
| ---- | ----------- | --- | --------------------------------------------------------- |
| 2011 | Martini Box | JP162 (3 Wo.)JP | Erstveröffentlichung: 26. Februar 2011 Verkäufe JP: 2.000 |